# Gypona nigronervosa
Gypona nigronervosa är en insektsart som beskrevs av Carl Stål 1854. Gypona nigronervosa ingår i släktet Gypona och familjen dvärgstritar. Inga underarter finns listade i Catalogue of Life.